# 阿尔西拉
阿尔西拉 是西班牙巴伦西亚自治区巴伦西亚省的一个市镇，位于胡卡尔河左岸，巴伦西亚 - 阿利坎特铁路沿线。总面积约110平方公里。

## 人口
| 阿尔西拉人口变化                                                     |
|                                                                      |
| 来源：（西班牙文）Fuente Instituto Nacional de Estadística de España |

## 友好城市
- 法國 科尔贝伊-埃松

## 著名人物
- 魯爾·埃賓圖薩 - 足球运动员[2]

## 图集

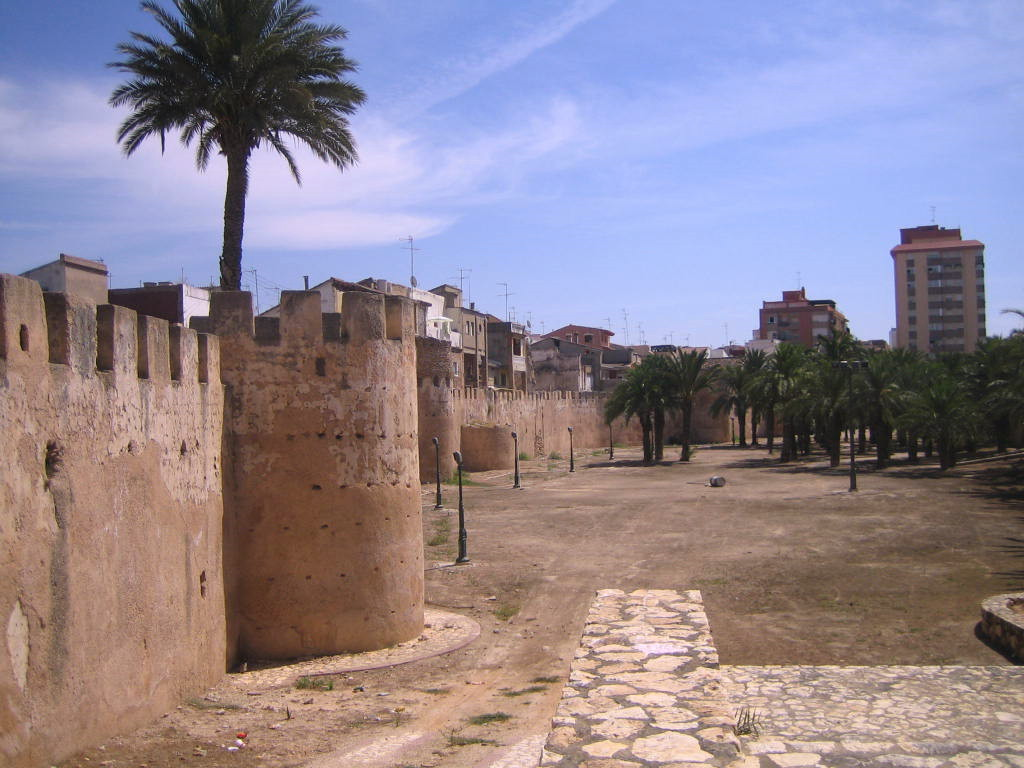
摩尔人的城墙
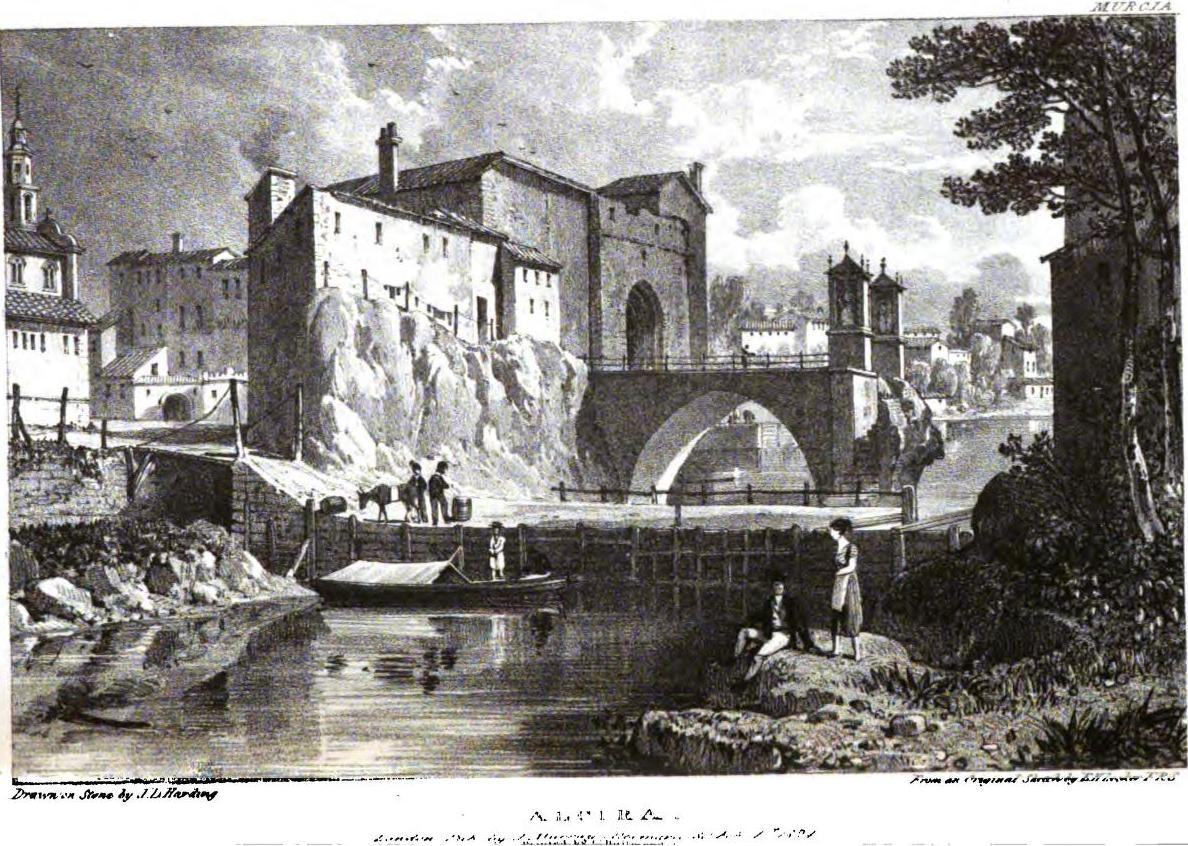
1824年的阿尔西拉
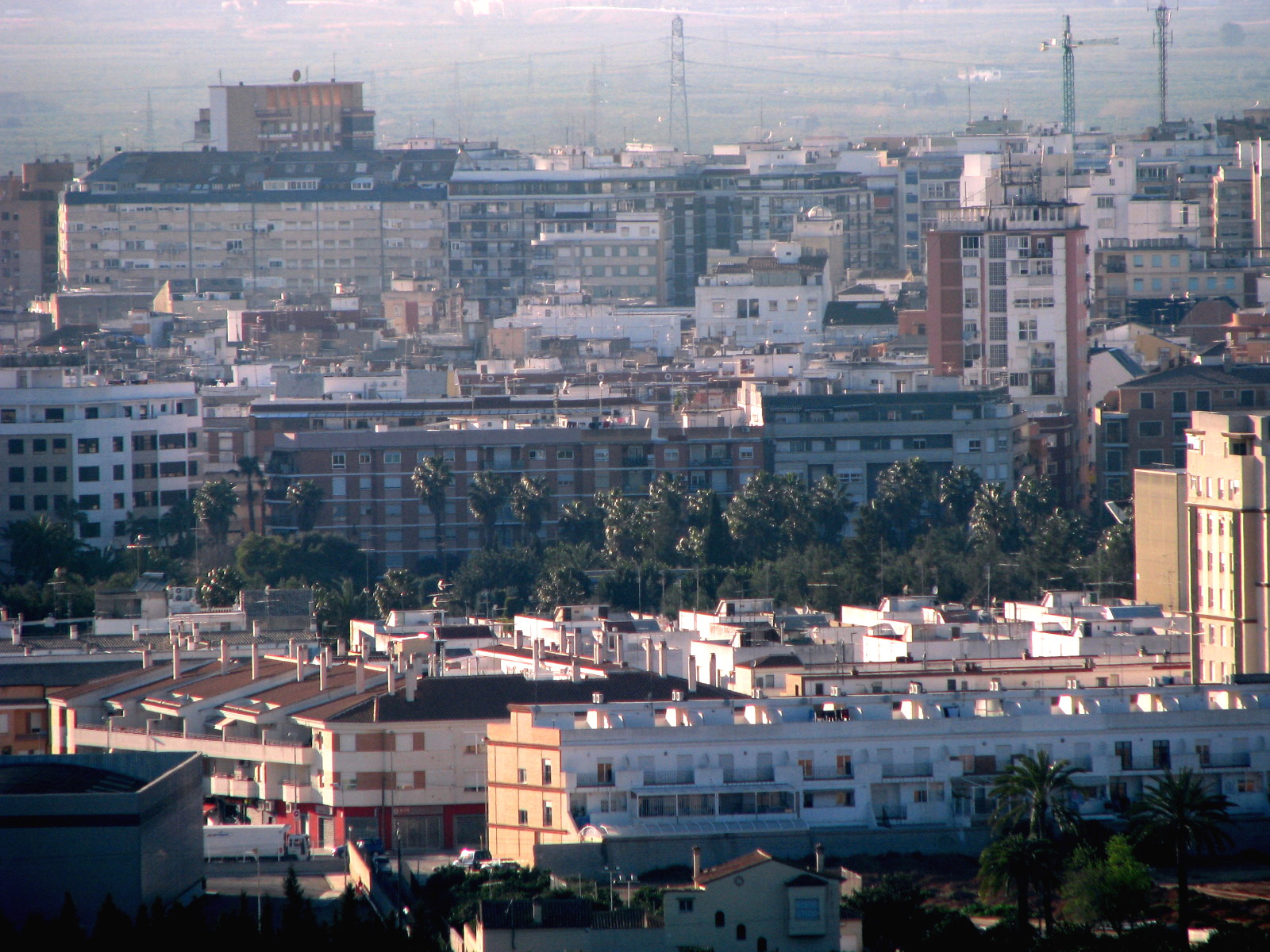
2009年的阿尔西拉
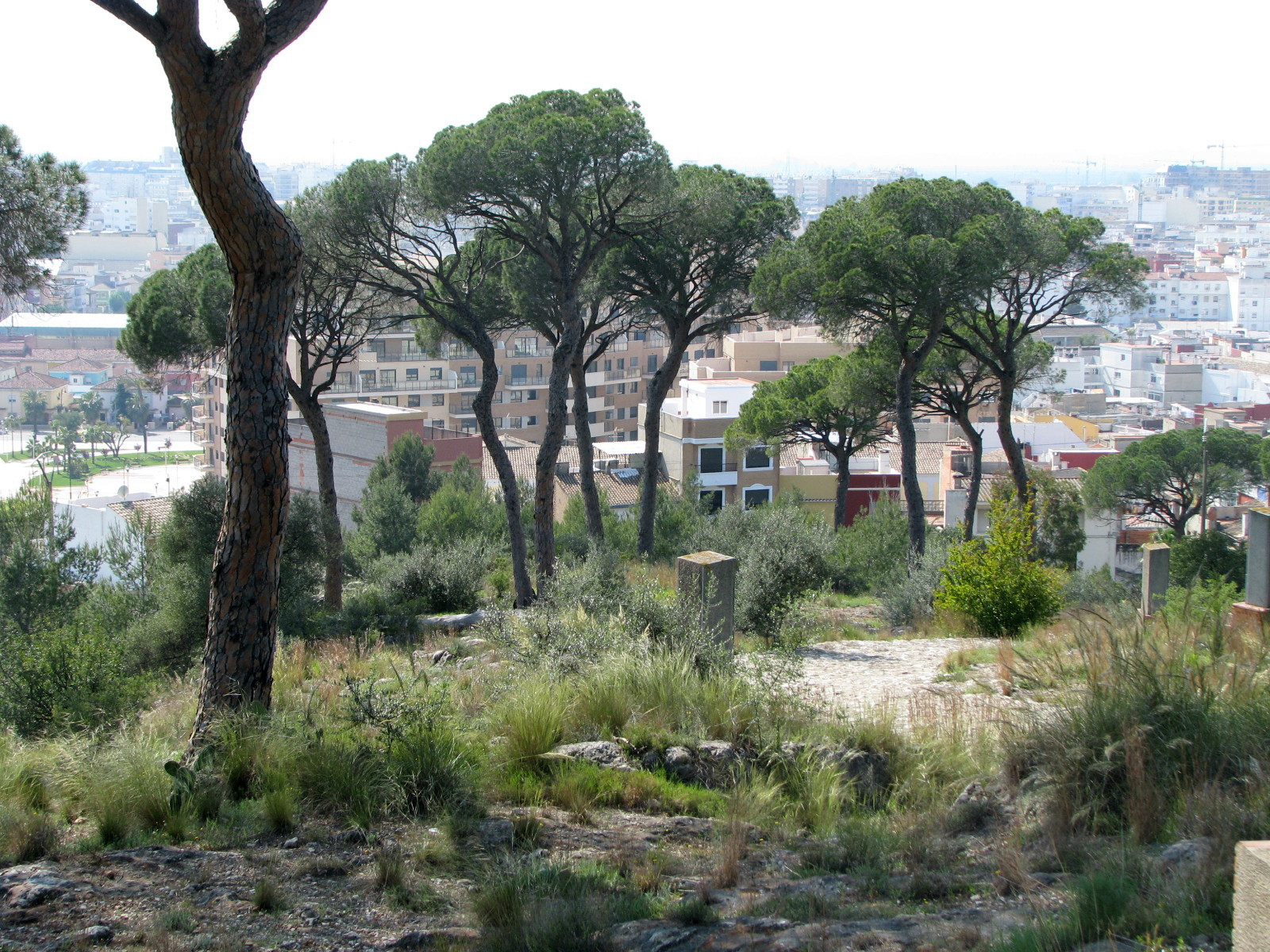
树